# Хіраї Кадзумаса (важкоатлет)
Хіраї Кадзумаса (21 листопада 1949) — японський важкоатлет.
Бронзовий призер Олімпійських Ігор 1976 року в напівлегкій вазі.